# Luke Mably
Thomas Luke Mably (ur. 1 marca 1976 w Londynie) – brytyjski aktor filmowy i telewizyjny.

## Filmografia
- 2002:  28 dni później jako Clifton
- 2004:  Książę i ja jako Książę Edward
- 2005:  Pułapka dusz jako Tom
- 2006:  Książę i ja 2: Królewskie wesele jako Król Edward
- 2009:  Test  jako Biały
- 2010:  The Gates: Za bramą tajemnic  jako Dylan Radcliff